# Шауфус, Людвиг Вильгельм
Людвиг Вильгельм Шауфус (нем. Ludwig Wilhelm Schaufuß; 1833—1890) — немецкий энтомолог; член Леопольдины.

## Биография
Людвиг Вильгельм Шауфус родился 24 августа 1833 года в городе Грайце в Тюрингии. Сначала готовился к торговле аптекарскими товарами, затем поступил в торговлю естественноисторическими предметами Клока в Дрездене. По окончании школы в Лейпциге продолжил обучение уже практически самостоятельно; помимо прочего выучил латинский, французский, итальянский и испанский языки.
В 1866 году за свои работы по энтомологии и конхиологии Шауфус был удостоен Лейпцигским университетом степени доктора философии.
[]Шауфус активно занимался торговлей различными редкими насекомыми; почётный член Петербургской академии наук Рудольф Лейкарт однажды сказал: «Wenn es Schaufuß nicht beschaffen kann, dann ist es nicht zu beschaffen» (букв. «Если что-то не удалось достать Шауфусу, это и вовсе невозможно достать»).
В 1876 году он учредил Музей Людвига-Сальватора (нем. «Museum Ludwig Salvator») в Блазевице близ Дрездена.
Людвиг Вильгельм Шауфус занимался преимущественно систематикой семейств мелких жесткокрылых Pselaphidae и Scydmaenidae (считается в своё время одним из лучших специалистов по этим семействам), а затем изучением жуков, застывших в янтаре (см. инклюзы).
В 1861 и в 1866 году Л. В. Шауфус путешествовал с научной целью по Испании, в 1867 году был в Португалии, а в 1872 году посетил Балеарские острова. Многочисленные статьи учёного об этих путешествиях были помещены в журналах многих стран.
С 1872 по 1889 год Шауфус сам издавал энтомологический журнал под названием «Nunquam otiosus».
Наибольший интерес в научном мире вызвали следующие труды Шауфуса: «Monographische Bearbeitung der Sphodrini in naturgemäser Auffassung» («Isis», 1864); «Monographie d. Scydmaeniden Central und Südamerikas» («Nova Acta etc.», 1867); «Pselaphidarum monographiae» («Mus. Civ. Geneva», 1883); «Neue Pselaphiden im Museo Civico di Storia Naturale zu Genua» (там же, 1883); «Die Scydmaeniden Nordostafrikas, der Sundainseln und Neuguinea’s im Museo Civico etc.» (там же, 1884); «Beschreibung neuer Pselaphiden aus der Sammlung des Museums Ludwig Salvator» («Tijdschr. Nederl. Ent. Ver.», m. 29 и 30); «Preussens Bernstein käfer, Pselaphiden» (Берлин, 1890); «System der Pselaphiden etc.» («Tijdschr», т. 33).
Людвиг Вильгельм Шауфус умер 16 июля 1890 года в Майсене.
Одна из улиц города Дрездена названа именем учёного.